# Aeropuerto T. F. Green
El Aeropuerto T.F. Green (oficialmente Aeropuerto Estatal Memorial Theodore Francis Green) (IATA: PVD, OACI: KPVD, FAA LID: PVD), (del inglés: T. F. Green Airport), es un aeropuerto internacional público en Warwick, a 10 km (6 mi) al sur de Providence, en el Condado de Kent, Rhode Island, Estados Unidos. Inaugurado en 1931, el aeropuerto fue nombrado para el exgobernador de Rhode Island y senador de larga data Theodore F. Green. Reconstruido en 1996, la terminal principal renovada fue nombrada para el exgobernador de Rhode Island Bruce Sundlun. Fue el primer aeropuerto estatal en los Estados Unidos.
El Plan Nacional de Sistemas Aeroportuarios Integrados de la Administración Federal de Aviación (FAA) para 2017-2021 lo clasificó como una pequeña instalación de servicios comerciales primarios.
El aeropuerto T. F. Green es un aeropuerto regional que sirve la región de la Administración FAA en Nueva Inglaterra en el plan del sistema de FAA. Junto con otros dos aeropuertos regionales, el Aeropuerto Regional de Worcester y Aeropuerto Regional de Manchester-Boston, el T. F. Green es considerado un aeropuerto del relevo al Aeropuerto Internacional Logan en Boston, Massachusetts. El aeropuerto es el aeropuerto más grande y activo entre los seis operados por Rhode Island Airport Corporation (RIAC).

## Historia
El aeropuerto T. F. Green fue inaugurado el 27 de septiembre de 1931 con el nombre de Aeropuerto Estatal de Hillsgrove, atrayendo a la que en aquel momento era la mayor multitud que había asistido a un acto público en el país. En 1933, se construyó la terminal del aeropuerto estatal de Rhode Island en la carretera del aeropuerto, que entonces se llamaba Occupasstuxet Road. En 1938, el aeropuerto fue rebautizado en honor a Green, que acababa de ser elegido senador dos años antes. En aquella época contaba con tres pistas de hormigón de 910 m. Las Fuerzas Aéreas del Ejército tomaron el control de 1942 a 1945, utilizándolo para el entrenamiento de vuelo. El diagrama de septiembre de 1946 muestra las pistas 5, 10 y 16, todas de 1.200 m (4.000 pies) de longitud; en abril de 1951 la pista 5 tenía 1.500 m (5.000 pies) y la 5R estaba en construcción. Unos años más tarde, la 5R tenía 1.666 m (5.466 pies), que se mantuvo hasta que se amplió a 1.971 m (6.466 pies) hacia 1967.
La OAG de abril de 1957 muestra 26 salidas entre semana: 11 de Eastern, 10 de American, cuatro de United y una de National. Los vuelos sin escalas no llegaron más allá de Boston y Newark hasta 1959, cuando Eastern puso en marcha un DC-7B sin escalas a Washington, que fue el más largo hasta que United puso en marcha Cleveland en 1968 y Chicago en 1970 y Eastern puso en marcha Miami en 1969 y Atlanta en 1970. Los primeros jets fueron los Mohawk BAC-111 en 1966.
El presidente Richard Nixon hizo una parada de campaña en el aeropuerto la noche del viernes 3 de noviembre de 1972. Una multitud de 10.000 personas vio cómo Nixon, de pie en la escalinata del Air Force One, instó a los votantes a apoyar a los candidatos republicanos Herbert F. DeSimone para gobernador y John Chafee para senador. (Ambos perdieron, aunque Chafee ganó más tarde el cargo en 1976). El Air Force One volvió a aterrizar en el T. F. Green el 30 de agosto de 1975, esta vez llevando al presidente Gerald Ford, de camino a una recaudación de fondos en Newport. Fue recibido por una multitud de unos 1.500 simpatizantes, así como por políticos locales como el gobernador Philip W. Noel, el senador John O. Pastore y el alcalde de Providence Buddy Cianci.
El 1 de octubre de 2017, la pista 5/23 del T. F. Green se abrió oficialmente para su uso en su nueva longitud ampliada de 8.700 pies. La planificación del proyecto comenzó en la década de 1990 y las obras de ampliación se iniciaron en 2013. El proyecto incluyó la construcción de medidas de seguridad adicionales en caso de que los aviones se desborden, la eliminación de los postes de servicios públicos y los árboles cercanos para despejar los carriles de aproximación, y el traslado de todo un parque de la ciudad de un lado del aeropuerto al otro. Los funcionarios esperan que la pista más larga atraiga más vuelos sin escalas de largo alcance, como las rutas internacionales que Norwegian Air comenzó a volar en 2017, así como que mejore la seguridad de los vuelos de corta distancia, dando a los pilotos más pista para usar en caso de malas condiciones meteorológicas. La ampliación de la pista era deseada porque, como escribió la Corporación Aeroportuaria de Rhode Island (RIAC) en 2001, el plan maestro completado en 1997 no previó el "tremendo crecimiento" que experimentó T. F. Green. El informe señalaba que la falta de longitud de las pistas era un obstáculo para la "gama y diversidad de servicios", haciendo especial hincapié en la capacidad de llegar a ciudades no centrales, a la costa oeste y a lugares internacionales. La ampliación de la pista de aterrizaje supuso un reto para T. F. Green debido a las urbanizaciones residenciales y comerciales que la rodean. Muchos residentes se opusieron a la ampliación.
En 2017, el T. F. Green fue nombrado aeropuerto oficial de los New England Patriots.

## Aerolíneas y destinos

### Pasajeros
| Aerolíneas           | Destinos |
| -------------------- | --- |
| Allegiant Air        | Nashville, Punta Gorda (FL) Estacional: Cincinnati |
| American Airlines    | Charlotte Estacional: Chicago–O'Hare, Filadelfia, Washington–National |
| American Eagle       | Charlotte, Chicago–O'Hare, Filadelfia, Washington–National |
| BermudAir            | Bermudas |
| Breeze Airways       | Charleston (SC), Daytona Beach, Fort Myers, Greenville/Spartanburg, Jacksonville (FL), Myrtle Beach, Norfolk, Orlando, Pittsburgh, Raleigh/Durham, Richmond, Sarasota, Savannah, Tampa, Vero Beach, Wilmington (NC) Estacional: Cincinnati, Columbus–Glenn, Denver, Los Ángeles |
| Delta Air Lines      | Atlanta Estacional: Detroit, Mineápolis/St. Paul |
| Delta Connection     | Detroit |
| JetBlue Airways      | Fort Lauderdale, Fort Myers, Nueva York–JFK, Orlando, San Juan, Tampa, West Palm Beach |
| Southwest Airlines   | Baltimore, Chicago–Midway, Denver, Nashville, Orlando, Tampa, Washington–National Estacional: Dallas–Love, Fort Lauderdale, Fort Myers, West Palm Beach |
| Sun Country Airlines | Estacional: Mineápolis/St. Paul |
| United Express       | Chicago–O'Hare, Washington-Dulles |

### Carga
| Aerolíneas    | Destinos                             |
| ------------- | ------------------------------------ |
| FedEx Express | Fort Wayne, Memphis                  |
| FedEx Feeder  | Martha's Vineyard, Nantucket, Newark |
| UPS Airlines  | Filadelfia, Louisville               |

### Destinos nacionales
Se brinda servicio a 34 ciudades dentro del país a cargo de 12 aerolíneas.
| Destinos nacionales del Aeropuerto de Providence PVD ATL BWI CHS CLT ORD MDW CVG CMH DAL DEN DTW PHL FLL RSW GSP JAX MSP LAX MYR BNA ORF JFK MCO PIT PGD RDU RIC SRQ SAV TPA VRB DCA IAD PBI | Destinos nacionales del Aeropuerto de Providence PVD ATL BWI CHS CLT ORD MDW CVG CMH DAL DEN DTW PHL FLL RSW GSP JAX MSP LAX MYR BNA ORF JFK MCO PIT PGD RDU RIC SRQ SAV TPA VRB DCA IAD PBI | Destinos nacionales del Aeropuerto de Providence PVD ATL BWI CHS CLT ORD MDW CVG CMH DAL DEN DTW PHL FLL RSW GSP JAX MSP LAX MYR BNA ORF JFK MCO PIT PGD RDU RIC SRQ SAV TPA VRB DCA IAD PBI | Destinos nacionales del Aeropuerto de Providence PVD ATL BWI CHS CLT ORD MDW CVG CMH DAL DEN DTW PHL FLL RSW GSP JAX MSP LAX MYR BNA ORF JFK MCO PIT PGD RDU RIC SRQ SAV TPA VRB DCA IAD PBI | Destinos nacionales del Aeropuerto de Providence PVD ATL BWI CHS CLT ORD MDW CVG CMH DAL DEN DTW PHL FLL RSW GSP JAX MSP LAX MYR BNA ORF JFK MCO PIT PGD RDU RIC SRQ SAV TPA VRB DCA IAD PBI | Destinos nacionales del Aeropuerto de Providence PVD ATL BWI CHS CLT ORD MDW CVG CMH DAL DEN DTW PHL FLL RSW GSP JAX MSP LAX MYR BNA ORF JFK MCO PIT PGD RDU RIC SRQ SAV TPA VRB DCA IAD PBI | Destinos nacionales del Aeropuerto de Providence PVD ATL BWI CHS CLT ORD MDW CVG CMH DAL DEN DTW PHL FLL RSW GSP JAX MSP LAX MYR BNA ORF JFK MCO PIT PGD RDU RIC SRQ SAV TPA VRB DCA IAD PBI | Destinos nacionales del Aeropuerto de Providence PVD ATL BWI CHS CLT ORD MDW CVG CMH DAL DEN DTW PHL FLL RSW GSP JAX MSP LAX MYR BNA ORF JFK MCO PIT PGD RDU RIC SRQ SAV TPA VRB DCA IAD PBI | Destinos nacionales del Aeropuerto de Providence PVD ATL BWI CHS CLT ORD MDW CVG CMH DAL DEN DTW PHL FLL RSW GSP JAX MSP LAX MYR BNA ORF JFK MCO PIT PGD RDU RIC SRQ SAV TPA VRB DCA IAD PBI | Destinos nacionales del Aeropuerto de Providence PVD ATL BWI CHS CLT ORD MDW CVG CMH DAL DEN DTW PHL FLL RSW GSP JAX MSP LAX MYR BNA ORF JFK MCO PIT PGD RDU RIC SRQ SAV TPA VRB DCA IAD PBI |
| Destinos | Breeze Airways | Southwest Airlines | JetBlue Airways | American Airlines | Delta Air Lines | Allegiant Air | Otra | # | |
| --- | --- | --- | --- | --- | --- | --- | --- | --- | --- |
| Atlanta (ATL) | | | | | • | | | 1 | |
| Baltimore (BWI) | | • | | | | | | 1 | |
| Charleston (CHS) | • | | | | | | | 1 | |
| Charlotte (CLT) | | | | • | | | | 1 | |
| Chicago (ORD) | | | | • | | | United Express | 2 | |
| Chicago (MDW) | | • | | | | | | 1 | |
| Cincinnati (CVG) | • | | | | | • | | 2 | |
| Columbus (CMH) | • | | | | | | | 1 | |
| Dallas (DAL) | | • | | | | | | 1 | |
| Denver (DEN) | • | • | | | | | | 2 | |
| Detroit (DTW) | | | | | • | | | 1 | |
| Filadelfia (PHL) | | | | • | | | | 1 | |
| Fort Lauderdale (FLL) | | • | • | | | | | 2 | |
| Fort Myers (RSW) | • | • | • | | | | | 3 | |
| Greenville (GSP) | • | | | | | | | 1 | |
| Jacksonville (JAX) | • | | | | | | | 1 | |
| Los Ángeles (LAX) | • | | | | | | | 1 | |
| Mineápolis (MSP) | | | | | • | | Sun Country Airlines | 2 | |
| Myrtle Beach (MYR) | • | | | | | | | 1 | |
| Nashville (BNA) | | • | | | | • | | 2 | |
| Norfolk (ORF) | • | | | | | | | 1 | |
| Nueva York (JFK) | | | • | | | | | 1 | |
| Orlando (MCO) | • | • | • | | | | | 3 | |
| Pittsburgh (PIT) | • | | | | | | | 1 | |
| Punta Gorda (PGD) | | | | | | • | | 1 | |
| Raleigh (RDU) | • | | | | | | | 1 | |
| Richmond (RIC) | • | | | | | | | 1 | |
| Sarasota (SRQ) | • | | | | | | | 1 | |
| Savannah (SAV) | • | | | | | | | 1 | |
| Tampa (TPA) | • | • | • | | | | | 3 | |
| Vero Beach (VRB) | • | | | | | | | 1 | |
| Washington (DCA) | | • | | • | | | | 2 | |
| Washington (IAD) | | | | | | | United Express | 1 | |
| West Palm Beach (PBI) | | • | • | | | | | 2 | |
| Total | 18 | 11 | 6 | 4 | 3 | 3 | 3 | 34 | |

### Destinos internacionales
Se ofrece servicio a 2 destinos internacionales a cargo de 2 aerolíneas.
| Ciudades                                  | Nombre del aeropuerto                     | Aerolíneas      |           |           |
| El Caribe                                 | El Caribe                                 | El Caribe       | El Caribe | El Caribe |
| ----------------------------------------- | ----------------------------------------- | --------------- | --------- | --------- |
| Bermudas (1 destino, 1 aerolínea)         |                                           |                 |           |           |
| Hamilton                                  | Aeropuerto Internacional L.F. Wade        | BermudAir       |           |           |
| Puerto Rico                               |                                           |                 |           |           |
| San Juan                                  | Aeropuerto Internacional Luis Muñoz Marín | JetBlue Airways |           |           |
| Total: 2 destinos, 2 países, 2 aerolíneas |                                           |                 |           |           |

## Estadísticas

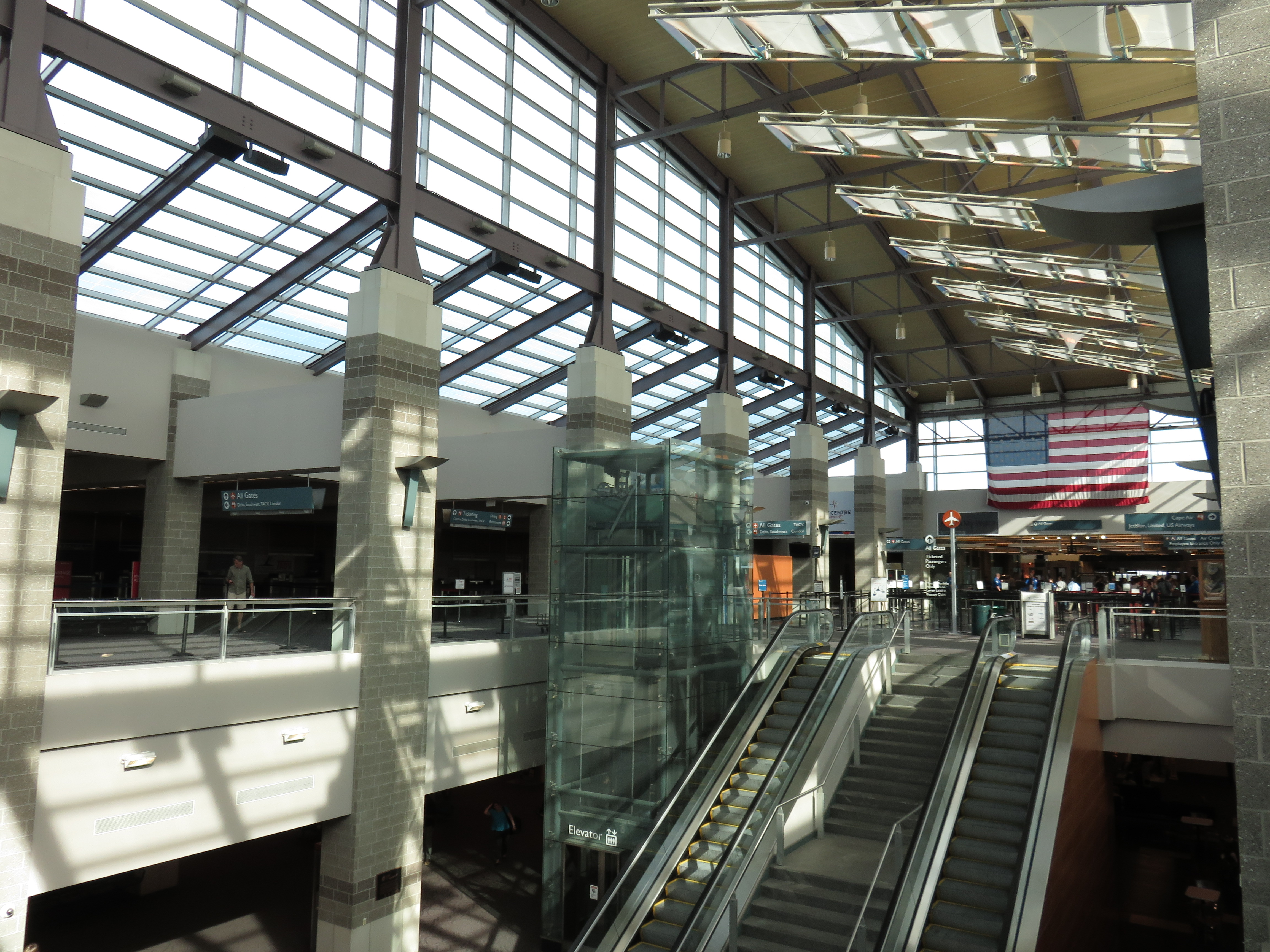
Lobby de la terminal.

### Rutas más transitadas
| Número | Ciudad                        | Pasajeros | Aerolínea                                           |
| ------ | ----------------------------- | --------- | --------------------------------------------------- |
| 1      | Orlando, Florida              | 250,000   | Breeze Airways, JetBlue Airways, Southwest Airlines |
| 2      | Baltimore, Maryland           | 233,000   | Southwest Airlines                                  |
| 3      | Charlotte, Carolina del Norte | 222,000   | American Airlines, American Eagle                   |
| 4      | Washington D. C.              | 179,000   | American Eagle, Southwest Airlines                  |
| 5      | Atlanta, Georgia              | 143,000   | Delta Air Lines                                     |
| 6      | Chicago, Illinois (ORD)       | 90,000    | American Eagle, United Express                      |
| 7      | Chicago, Illinois (MDW)       | 87,000    | Southwest Airlines                                  |
| 8      | Filadelfia, Pensilvania       | 84,000    | American Airlines, American Eagle                   |
| 9      | Tampa, Florida                | 76,000    | Breeze Airways, Southwest Airlines                  |
| 10     | Fort Lauderdale, Florida      | 68,000    | JetBlue Airways, Southwest Airlines                 |

### Tráfico anual
| Año  | Pasajeros | Año  | Pasajeros | Año  | Pasajeros |
| ---- | --------- | ---- | --------- | ---- | --------- |
| 2002 | 5,393,574 | 2012 | 3,650,737 | 2022 | 3,171,929 |
| 2003 | 5,176,271 | 2013 | 3,803,586 | 2023 | 3,515,549 |
| 2004 | 5,509,186 | 2014 | 3,566,769 | 2024 | 4,011,681 |
| 2005 | 5,730,557 | 2015 | 3,566,105 | 2025 |           |
| 2006 | 5,204,191 | 2016 | 3,653,029 | 2026 |           |
| 2007 | 5,019,342 | 2017 | 3,937,947 | 2027 |           |
| 2008 | 4,692,974 | 2018 | 4,298,345 | 2028 |           |
| 2009 | 4,328,741 | 2019 | 3,989,925 | 2029 |           |
| 2010 | 3,936,423 | 2020 | 1,311,597 | 2030 |           |
| 2011 | 3,883,548 | 2021 | 2,334,295 | 2031 |           |

## Aeropuertos cercanos
Los aeropuertos más cercanos son:
- Aeropuerto de Fall River (39km)
- Aeropuerto Regional de Worcester (70km)
- Aeropuerto de Martha's Vineyard (77km)
- Aeropuerto Internacional Logan (78km)
- Aeropuerto Municipal Barnstable (95km)